# Раед аль-Атар
Раед аль-Атар (араб. رائد صبحي أحمد العطار‎; 1974, Рафах — 21 августа 2014, Газа) — полевой командир террористической организации ХАМАС, командовавший «бригадами аль-Кассам» на юге Сектора Газы.

## Биография
Родился в лагере беженцев в Рафахе. Учился на историческом факультете в Исламском университете Газы, однако не окончил его из-за преследований со стороны властей Палестинской автономии. В апреле 1995 года был приговорён к двум годам заключения за незаконное обращение с оружием.
В июне 2006 года участвовал в похищении израильского солдата Гилада Шалита. Он также присутствовал во время освобождения Шалита из плена при обмене пленными в 2011 году.
Участник операции «Литой свинец». В 2010 году стал командиром ХАМАСа на юге сектора Газа. Также в зоне его контроля находились подземные тоннели для контрабанды оружия. По данным Израиля, он был третьим по рангу военным командиром ХАМАС.
Во время операции «Облачный столб» в ноябре 2012 ЦАХАЛ разбомбил его дом на юге сектора Газа, но самого террориста там не было. Израильские СМИ сообщали о гибели аль-Атара, однако затем эта информация была официально опровергнута.
Во время операции «Нерушимая скала» в Секторе Газа ликвидирован в результате израильского авиаудара 21 августа 2014.
Был женат, воспитывал двух сыновей.